# Wesley Allen Gullick
Wesley Allen Gullick (24 februari 1948 - 20 februari 2019) was een Amerikaanse acteur.

## Biografie
Gullick kennen wij hier het beste in zijn rol als de kok van de Peach Pitt in de tv-serie Beverly Hills, 90210 (1992 t/m 1997).

## Filmografie
- 1992 - 1997 Beverly Hills, 90210 - als Willie de kok - tv-serie (14 afl)